# نانسی - ام‌آی۸۴۷جی
نانسی - MI۸۴۷J (به انگلیسی: Nancy - MI847J) یکی از غول‌های تکن است که برای اولین بار در تکن ۶ معرفی شد. این غول جایزه‌ای است و در تکن ۶ در مرحلهٔ آنا ویلیامز است که کسانی که به این مرحله رسیده باشند، می‌توانند این مرحله را با این شخصیت بروند.
نانسی - MI۸۴۷J از چند اسم مخفف تشکیل شده‌است. با توجه به کتاب هنر در تکن ۶، نانسی دیتریش مدیر طراحی سری MI از ربات بود. او و چند تن دیگر توسط جک - ۴ در تکن ۵ کشته شدند. نام اول نانسی - MI۸۴۷J یعنی Nancy، از نام اول این مدیر گرفته شده‌است. MI دو حرف اول خانواده میشیما (Mishama) است که در نام او قرار داده شده‌است. ۸۴۷ شمارهٔ مورد نظری بوده‌است که انتخاب شده‌است و J حرف اول کشور ژاپن (Japan) است.
نانسی - MI۸۴۷J یک ربات غول پیکر است که توسط جین کازاما، مبارزه را یاد گرفت. نانسی - MI۸۴۷J نمی‌تواند از هر گونه حمله جلوگیری کند ولی تا جایی که می‌تواند دفاع می‌کند. نانسی - MI۸۴۷J شخصیت اختیاری قابل پخش در سناریوی کمپین بین‌المللی حقوق بشر در برج "هزاره" است.
بازی‌هایی که نانسی - MI۸۴۷J در آن‌ها بوده‌است؟
تکن ۶ در سال ۲۰۰۷، تکن ۶: شورش در مسیر خون در سال ۲۰۰۹، تکن ۳بعدی: نسخه نخست در سال ۲۰۱۲، استریت فایتر در مقابل تکن در سال ۲۰۱۲ (کامئو)، تکن ۷ در سال ۲۰۱۷ (کامئو). 

## تکن ۶
نانسی - MI۸۴۷J برای اولین بار در تکن ۶ معرفی شد. او غول جایزه‌ای تکن ۶ است که در مرحله آنا ویلیامز، کسانی که به این مرحله رسیده باشند، می‌توانند این مرحله را با نانسی - MI۸۴۷J بروند.
نانسی - MI۸۴۷J در پی‌اس‌پی، پلی‌استیشن ۳، ایکس باکس ۳۶۰ و بازی آرکید فقط با نوشتن کد در لیست شخصیت‌ها می‌آید و قابل اجرا و بازی است.
سؤال‌ها:
- چرا نانسی - MI۸۴۷J در مرحلهٔ آنا ویلیامز حضور دارد؟

## تکن ۳بعدی
نانسی - MI۸۴۷J در تکن ۳بعدی هم حضور دارد.
نانسی - MI۸۴۷J در این بازی هم با استفاده از کد، قابل بازی است.
سؤال‌ها:
- نانسی - MI۸۴۷J در تکن ۳بعدی چه نقشی دارد؟

## سبک جنگیدن
حمله‌های منظم نانسی - MI۸۴۷J با استفاده از چیزهایی مانند موشک، جنگ‌افزار، ماشین و لیزر انجام می‌شود. نانسی - MI۸۴۷J هم چنین می‌تواند گردن خود را گسترش بدهد. او می‌تواند کسانی را که در شعاع زیادی از او هستند را نابود کند. او هم چنین می‌تواند مانند جک - ۶ در تکن تگ تورنومنت بدن خود را بچرخاند. نانسی - MI۸۴۷J به صورت "پایکوبی" حرکت می‌کند.
وقتی نانسی - MI۸۴۷J شکست می‌خورد، درست کار نمی‌کند و در بدنش انفجارهای کوچک رخ می‌دهد.

## لباس‌ها

### لباس اول
نانسی - MI۸۴۷J تنها یک لباس و مدل دارد و آن هم رنگ‌های روی بدن او است که مشکی و قرمز است. هم چنین او در دست چپش دارای جنگ‌افزار است.